# Møn Fyr
Møn Fyr ist ein nach der Insel Møn benannter Leuchtturm in Dänemark. Das Bauwerk befindet sich östlich von Klintholm Havn am Ende des Fyrvej unmittelbar am südöstlichsten Ufer der Insel.

## Geschichte
Das Seefeuer ist seit 1845 in Betrieb, anfangs mit Öl für ein Festfeuer. Seit 1910 wurde mit Petroleum ein rotierendes Licht erzeugt. Mit der Elektrifizierung um 1947 wurde auch eine neue Fresnel-Optik 3. Ordnung eingesetzt. Seit 1958 wurde das Festfeuer geändert auf den heutigen Lichtcharakter.
- Bauwerkshöhe: 13 m
- Feuerhöhe: 25 m
- Tragweite: 21 sm

Der Leuchtturm (dänisch fyrtårn) wurde 1845 errichtet und ist einer der ältesten noch in Betrieb befindlichen Leuchttürme. Seit 1980 betreute Bent Preben-Hansen als letzter Leuchtturmwärter das Feuer.
Der Leuchtturm wurde 1999 umfänglich restauriert aber nicht mehr für den Publikumsverkehr geöffnet.
Bilder-Galerie

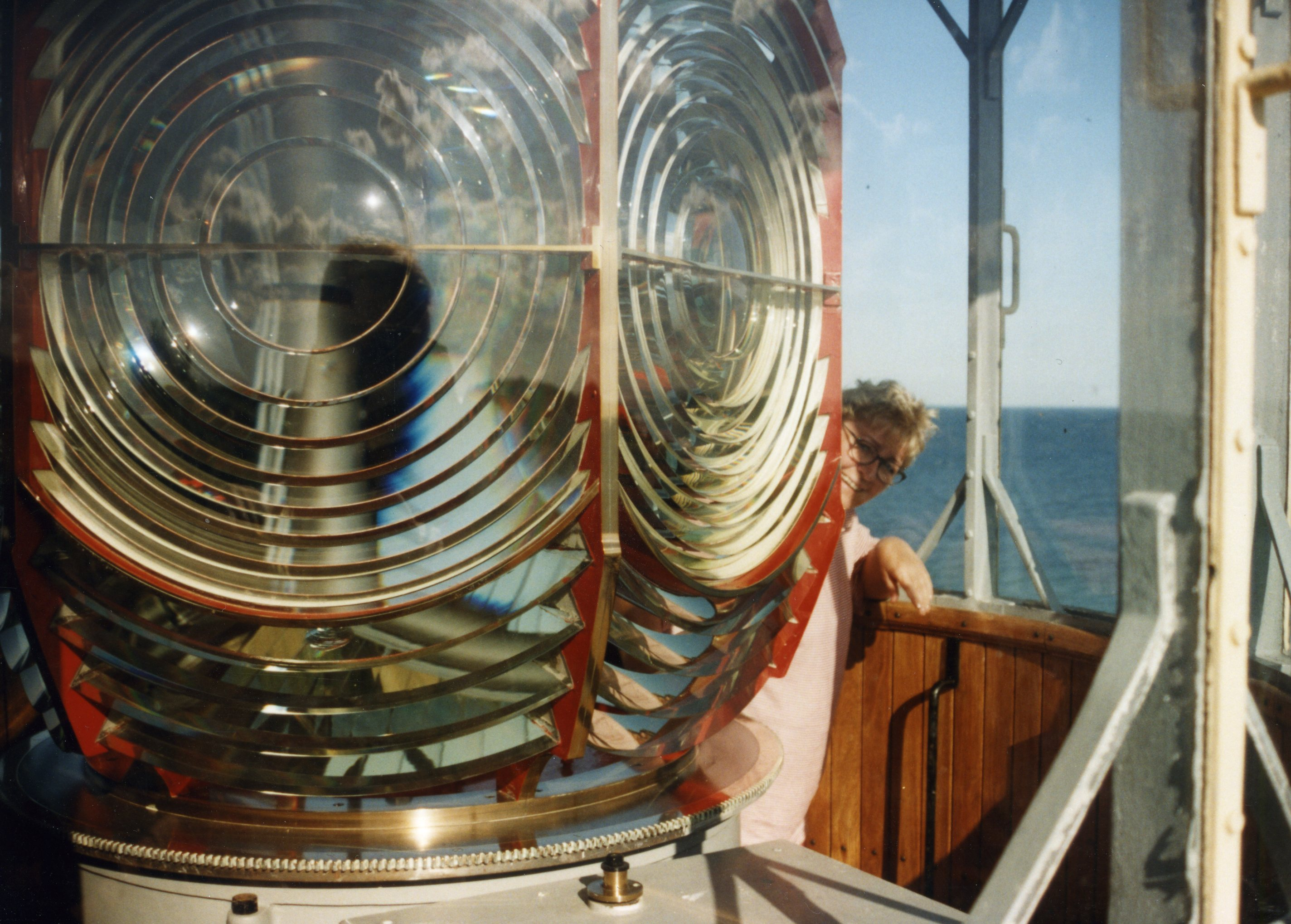
Im Laternenhaus Møn Fyr, 1995
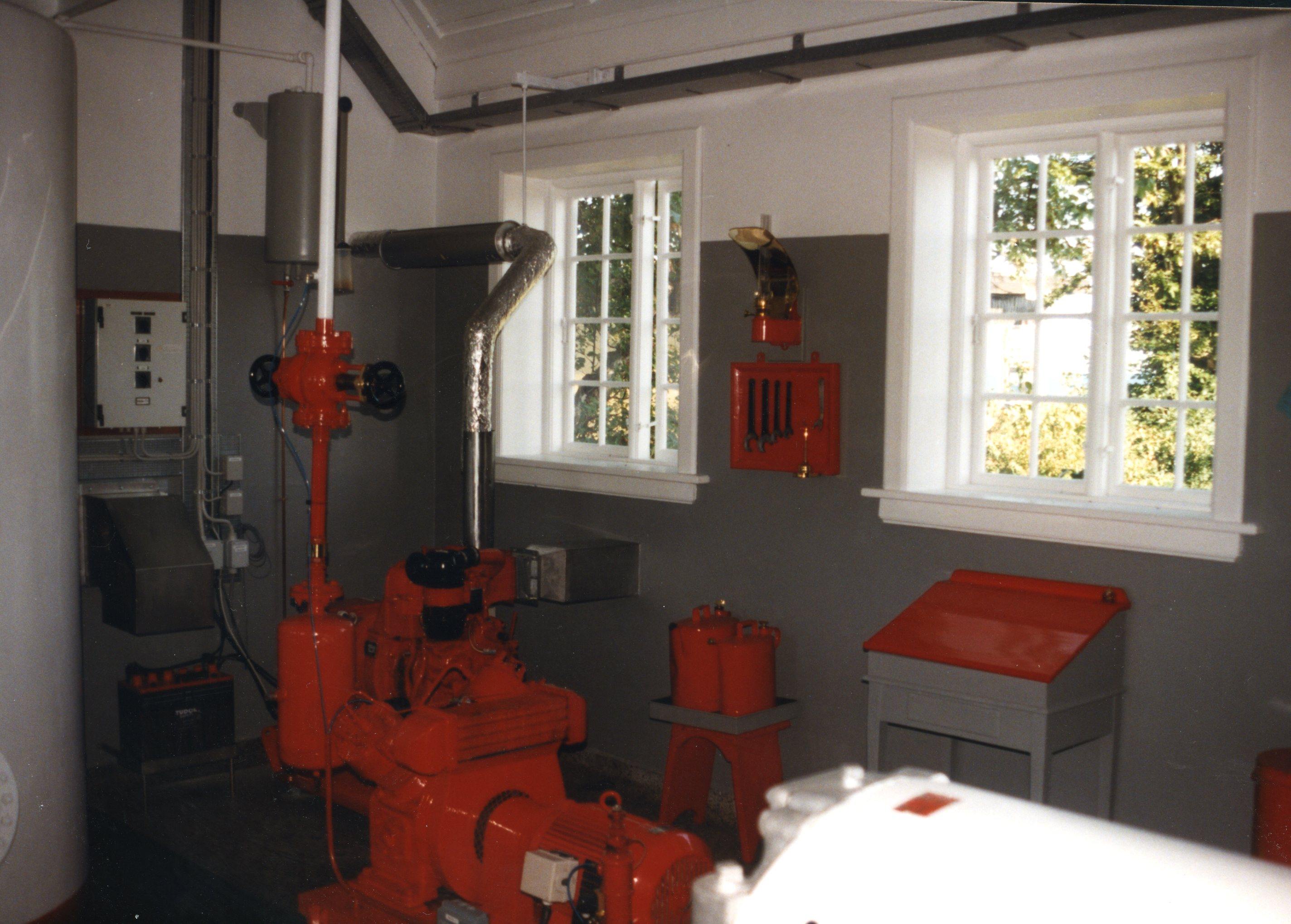
Im Maschinen-Raum Møn Fyr, 1995
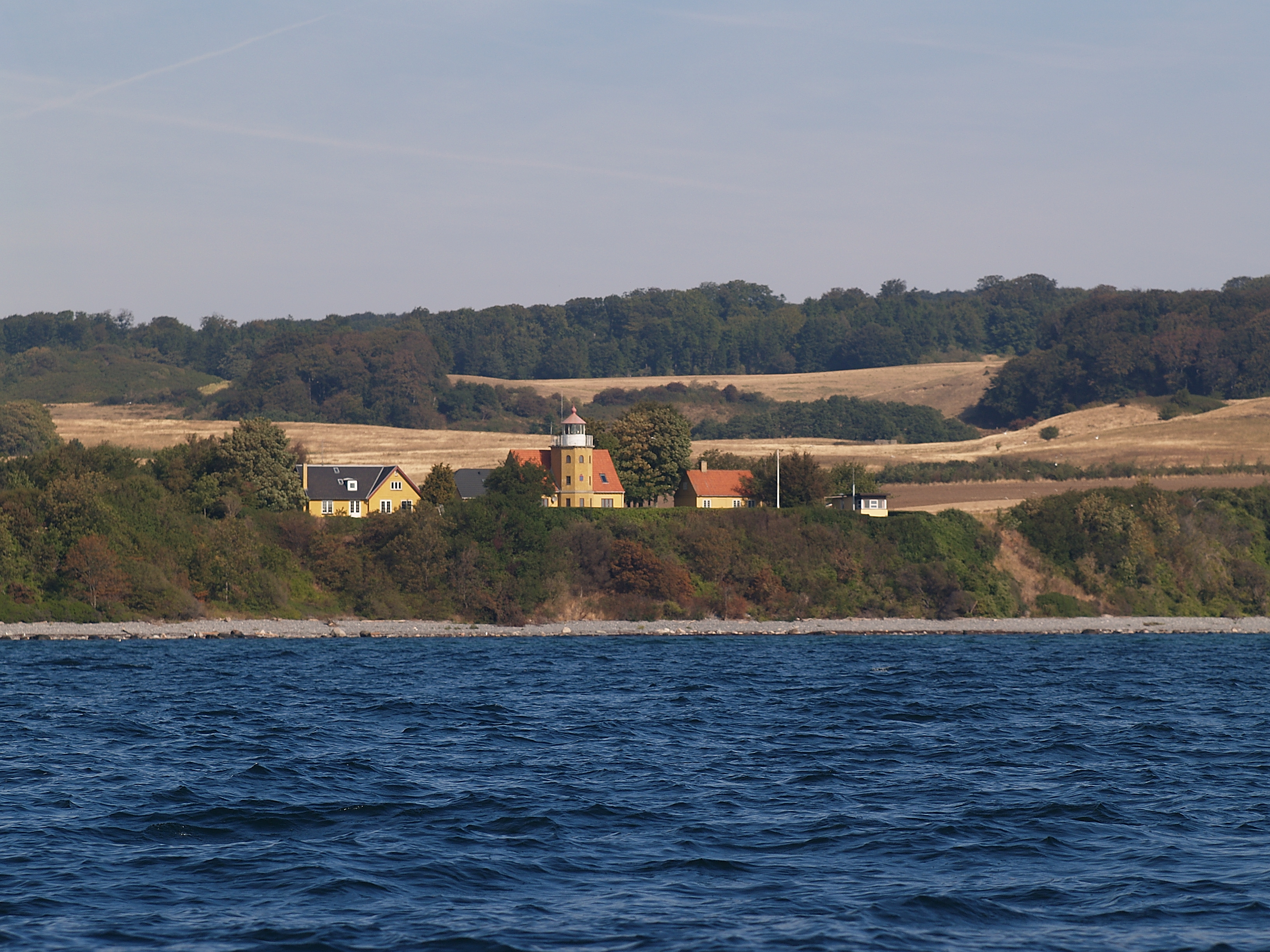
Leuchtturm von See aus, 2009

## Philatelistische Würdigung
Møn Fyr 1996

Link zum Bild

Im Jahr 1996 gab die dänische Post den ersten Briefmarkenblock anlässlich des Tags der Briefmarke einer neuen Serie mit Leuchttürmen der dänischen Küste heraus. Eine der vier Briefmarken zeigt den Leuchtturm Møn, Wert 8.75 kr.